# 超危險特工2：狠戰
《超危險特工2：狠戰》（英語：Red 2）是一部2013年美國動作片，2010年電影《超危險特工》的續集。改編自DC漫畫的同名漫畫。由華倫·艾利斯和卡利·哈姆納創作。導演為迪恩·派瑞薩特。再次由布魯斯·威利、約翰·馬可維奇、海倫·米蘭、瑪莉·露易絲·派克、凱瑟琳·澤塔-瓊斯等人擔任演員。本片還增添許多喜劇效果。

## 劇情
前中情局特工法蘭克（布斯·韋利士飾）解決退休問題後，原以為可以和女友莎拉（瑪莉-露易斯·帕克飾）重新享受和平退休生活，卻與前同事馬文(尊·麥高維治飾)捲入核戰風暴。原來傳言有人將會把戰時一件離奇消失的大殺傷力核武器重新啟動，法蘭克和馬文被牽涉其中，被國際刑警展開全球通緝，英國MI6更委派他們的前同行兼戰友，也是退休特工的維多莉亞（海倫·米蘭飾）展開追殺。二人不得不重出江湖，在七國混戰的情況下還要應付法蘭克的火辣舊情人卡嘉（嘉芙蓮·薜達-鍾斯飾）、破案關鍵的炸彈科學家貝利博士（安東尼·鶴健士飾）、和對法蘭克窮追不捨的世界頭號職業殺手韓秋白（李炳憲飾）。

## 演員
- 布魯斯·威利 飾 法蘭西斯·「法蘭克」·莫西斯（Frank Moses）
- 約翰·馬可維奇 飾 馬文·博格斯（Marvin Boggs）
- 瑪麗-露易斯·帕克 飾 莎拉·羅斯（Sarah Roses）
- 海倫·米蘭 飾 維多莉亞（Victoria）
- 凱瑟琳·麗塔-瓊斯 飾演 卡嘉（Katja）
- 李炳憲 飾演 韓秋白（Han Jo-Bae）
- 安東尼·霍普金斯 飾 愛德華·貝利博士（Dr. Edward Bailey）
- 布萊恩·考克斯 飾演 伊凡·西瑪諾夫（Ivan Simanov）
- 大衛·休里斯 飾演 法國蛙（The Frog）
- 尼爾·麥克唐納 飾 傑克·霍頓（Jack Horton）

## 發行

### 票房
於2013年7月19日在北美上映。開幕週末，電影票房收入1850萬美元，這比2010年10月所賺得較低。67％的觀眾是35歲以上，52％為男性。截至2013年9月20日，北美收获5277万美金，全球票房1.23亿美金。

### 評價
《超危險特工2：狠戰》所得的評價不一，持有42％的支持率，在爛番茄的平均評分是5.4/10。在臺灣Yahoo期待度有97%，滿意度的平均評分是4.5/5。Metacritic採用了加權平均數，給了一個48分（滿分100），是來自36個評論家的評論。

## 續集
在2013年5月，電影公司獅門娛樂重新和Jon、Erich Hoeber重新簽訂開拍第三集。

## 外部連結
- 互联网电影数据库（IMDb）上《超危險特工2：狠戰》的资料（英文）
- Box Office Mojo上《超危險特工2：狠戰》的資料（英文）
- 爛番茄上《超危險特工2：狠戰》的資料（英文）
- Metacritic上《超危險特工2：狠戰》的資料（英文）
- AllMovie上《超危險特工2：狠戰》的资料（英文）